# Стефано Наполеоні
Стефано Наполеоні (італ. Stefano Napoleoni, нар. 26 червня 1986, Рим) — італійський футболіст, нападник клубу «Істанбул ББ».
Виступав за польський «Відзев» та грецькі «Левадіакос» та «Атромітос».

## Ігрова кар'єра
Народився 26 червня 1986 року в місті Рим. Вихованець футбольної школи клубу «Тор ді Кінто», який виступав у молодіжному аматорському чемпіонаті Італії.
У дорослому футболі дебютував 2006 року виступами за польський «Відзев», ставши першим футболістом з Італії у чемпіонаті Польщі. Дебютував 14 жовтня 2006 року в матчі проти «Гурника», «Відзев» тоді виграв (5:1), а Стефано відзначився першим голом. Всього в лодзькому клубі провів два з половиною сезони, взявши участь у 61 матчі чемпіонату. Більшість часу, проведеного у складі «Відзева», був основним гравцем атакувальної ланки команди.
Протягом 2009—2013 років захищав кольори грецького «Левадіакоса».
Своєю грою за останню команду привернув увагу представників тренерського штабу клубу «Атромітос», до складу якого приєднався на початку 2013 року. Відіграв за афінський клуб наступні три роки своєї ігрової кар'єри. Граючи у складі «Атромітоса» також здебільшого виходив на поле в основному складі команди.
1 лютого 2016 року став гравцем турецького клубу «Істанбул ББ». У чемпіонаті Туреччини дебютував через два тижні, в матчі проти «Бешикташа» (2:2). Відтоді встиг відіграти за стамбульську команду 11 матчів в національному чемпіонаті.

## Статистика виступів

### Статистика клубних виступів
| Сезон                  | Команда                | Чемпіонат              | Чемпіонат | Чемпіонат | Національний кубок | Національний кубок | Національний кубок | Єврокубки | Єврокубки | Єврокубки | Інші змагання | Інші змагання | Інші змагання | Усього | Усього |
| Сезон                  | Команда                | Ліга                   | Ігор      | Голів     | Ліга               | Ігор               | Голів              | Ліга      | Ігор      | Голів     | Ліга          | Ігор          | Голів         | Ігор   | Голів  |
| ---------------------- | ---------------------- | ---------------------- | --------- | --------- | ------------------ | ------------------ | ------------------ | --------- | --------- | --------- | ------------- | ------------- | ------------- | ------ | ------ |
| 2006–07                | «Відзев»               | EK                     | 17        | 4         | КП+КE              | 1+5                | 0+1                | -         | -         | -         | -             | -             | -             | 23     | 5      |
| 2007–08                | «Відзев»               | EK                     | 27        | 7         | КП+КE              | 0+1                | 0                  | -         | -         | -         | -             | -             | -             | 28     | 7      |
| 2008–09                | «Відзев»               | 1Л (ІІ)                | 17        | 0         | КП                 | 1                  | 0                  | -         | -         | -         | -             | -             | -             | 18     | 0      |
| Усього за «Відзев»     | Усього за «Відзев»     | Усього за «Відзев»     | 61        | 11        |                    | 8                  | 1                  |           | -         | -         |               | -             | -             | 69     | 12     |
| 2008–09                | «Левадіакос»           | СЛ                     | 8         | 4         | КГ                 | 0                  | 0                  | -         | -         | -         | -             | -             | -             | 8      | 4      |
| 2009–10                | «Левадіакос»           | СЛ                     | 27        | 7         | КГ                 | 1                  | 0                  | -         | -         | -         | -             | -             | -             | 28     | 7      |
| 2010–11                | «Левадіакос»           | ФЛ (ІІ)                | 32+3      | 8+0       | КГ                 | 0                  | 0                  | -         | -         | -         | -             | -             | -             | 35     | 8      |
| 2011–12                | «Левадіакос»           | СЛ                     | 18        | 8         | КГ                 | 0                  | 0                  | -         | -         | -         | -             | -             | -             | 18     | 8      |
| 2012–13                | «Левадіакос»           | СЛ                     | 10        | 1         | КГ                 | 0                  | 0                  | -         | -         | -         | -             | -             | -             | 10     | 1      |
| Усього за «Левадіакос» | Усього за «Левадіакос» | Усього за «Левадіакос» | 95+3      | ?0        |                    | 1                  | 0                  |           | -         | -         |               | -             | -             | 99     | 28     |
| 2012–13                | «Атромітос»            | СЛ                     | 10+6      | 0+4       | КГ                 | 0                  | 0                  | -         | -         | -         | -             | -             | -             | 16     | 4      |
| 2013–14                | «Атромітос»            | СЛ                     | 24+5      | 7+3       | КГ                 | 3                  | 0                  | ЛЄ        | 2         | 0         | -             | -             | -             | 37     | 10     |
| 2014–15                | «Атромітос»            | СЛ                     | 30+6      | 13+0      | КГ                 | 1                  | 0                  | ЛЄ        | 2         | 0         | -             | -             | -             | 44     | 13     |
| 2015–16                | «Атромітос»            | СЛ                     | 17        | 3         | КГ                 | 5                  | 4                  | ЛЄ        | 4         | 1         | -             | -             | -             | 26     | 8      |
| Усього за «Атромітос»  | Усього за «Атромітос»  | Усього за «Атромітос»  | 81+17     | 23+7      |                    | 9                  | 4                  |           | 8         | 1         |               | -             | -             | 115    | 35     |
| 2015–16                | «Істанбул ББ»          | СЛ                     | 11        | 2         | КТ                 | 1                  | 0                  | -         | -         | -         | -             | -             | -             | 12     | 2      |
| 2016–17                | «Істанбул ББ»          | СЛ                     | -         | -         | КТ                 | -                  | 0                  | ЛЄ        | -         | -         | -             | -             | -             | -      | -      |
| Усього за кар'єру      | Усього за кар'єру      | Усього за кар'єру      | 248+20    | 64+7      |                    | 19                 | 5                  |           | 8         | 1         |               | -             | -             | 295    | 77     |